# Max Eduard Hermann Pohle
Max Eduard Hermann Pohle   (Leipzig, 25 de maig de 1852 - Chemnitz, 11 de novembre de 1909), fou un mestre de cors i director d'orquestra alemany.
Va fer els seus estudis al Conservatori de Dresden, i després fou mestre de cors del teatre de Colònia, director dels concerts del Belvédere de Dresden, violí solista de l'orquestra "Lowenthal" de Berlín, músic major a Zwickau i director de la música de Chemnitz. Donà conèixer entre el poble les grans creacions de Beethoven i Wagner.

## Autoritat
- Treballs per o sobre Max Eduard Hermann Pohle en biblioteques (catàleg WorldCat) (anglès)